# Flavio e compagni
I santi Flavio e quattro compagni sono un gruppo di martiri cristiani uccisi a Nicomedia, vittime delle persecuzioni nell'Impero romano. 

## Storia
Il martirio a Nicomedia di Flavio e quattro compagni è ricordato al 7 maggio dal Martirologio siriaco del IV secolo.
Anche il Martirologio geronimiano ricorda alla stessa data il martirio, sempre a Nicomedia, del vescovo Flavio associando al suo nome, per ragioni non chiare, quelli di Augusto e Agostino. Secondo il bollandista Hippolyte Delehaye, Augusto e Agostino vanno intese come varianti dello stesso nome che va riferito a un solo martire.
Attraverso il Martirologio geronimiano, i nomi dei tre fratelli Flavio, Augusto e Agostino passano prima al Martirologio di Floro e poi a quello romano che in origine, al 7 maggio, commemorava:
(Martirologio romano pubblicato per ordine del Sommo Pontefice Gregorio XIII, riveduto per autorità di Urbano VIII e Clemente X, aumentato e corretto nel MDCCXLIX da Benedetto XIV [quarta edizione italiana, 1955], p. 111)
Dopo la riforma del Martirologio romano a norma dei decreti del Concilio Vaticano II, l'elogio del gruppo di santi del 7 maggio è stato modificato, riprendendo le informazioni del Martirologio siriaco:
(Martirologio Romano riformato a norma dei decreti del Concilio ecumenico Vaticano II e promulgato da papa Giovanni Paolo II [LEV, 2004], p. 383)